# 上埃尔伯特
上埃尔伯特是德国莱茵兰-普法尔茨州的一个市镇。总面积3.45平方公里，总人口1081人，其中男性543人，女性538人（2011年12月31日），人口密度313人/平方公里。